# 霍羅霍林利斯
48°43′36″N 24°32′48″E / 48.72667°N 24.54667°E
霍羅霍林利斯（烏克蘭語：Горохолин Ліс），是烏克蘭的村落，位於該國西部伊萬諾-弗蘭科夫斯克州，由伊万诺-弗兰科夫斯克区博霍罗恰内市镇負責管轄，面積16平方公里，海拔高度432米，2001年人口663。